# Ernesto Boglietti
Ernesto Boglietti (né le 24 septembre 1894 à Córdoba en Argentine et mort à une date inconnue) est un joueur de football argentino-italien, qui jouait en tant qu'attaquant.
Il était appelé Boglietti I pour le distinguer de ses frères Romolo (Boglietti II) et Ottavio (Boglietti III).
Il est le premier joueur non-européen (même si d'origine italienne) avec son frère à évoluer pour le club italien de la Juventus.

## Biographie
Un des premiers vrais buteurs proprement dit du club piémontais de la Juventus, il débute avec la société biaconera en 1913 et joue son premier match contre le Libertas Milano le 12 octobre 1913 lors d'une victoire 3-1, puis son dernier contre le Casale FBC le 13 février 1916 lors d'une victoire 2 à 0.
En deux saisons passées au club juventino, le joueur offensif Boglietti I inscrit en tout 26 buts en 37 matchs.